# Pokraczka
Pokraczka (Thalassornis leuconotus) – gatunek średniej wielkości ptaka z rodziny kaczkowatych (Anatidae). W naturalnym środowisku występuje w regionach Afryki Subsaharyjskiej, w szczególności na obszarze pomiędzy Czadem i Senegalem oraz pomiędzy Etiopią a RPA. Występuje też na Madagaskarze. Jest jedynym przedstawicielem monotypowego rodzaju Thalassornis. Długość ciała do 45 cm, masa ciała 625 do 800 g. Zasiedla ciepłe, śródlądowe jeziora, stawy, bagna i mokradła.

## Systematyka
Wyróżniono dwa podgatunki T. leuconotus:
- T. leuconotus leuconotus – wschodni Kamerun do południowej Etiopii i RPA.
- T. leuconotus insularis – Madagaskar.

## Status
Międzynarodowa Unia Ochrony Przyrody (IUCN) uznaje pokraczkę za gatunek najmniejszej troski (LC, Least Concern) nieprzerwanie od 1988 roku. Liczebność populacji szacuje się na 12–28 tysięcy osobników, w tym 8–19 tysięcy osobników dorosłych. Trend liczebności uznaje się za malejący, choć niektóre populacje mogą być stabilne.